# Quintana Roo
Quintana Roo è uno dei 31 Stati del Messico situato nella parte orientale della penisola dello Yucatán. Confina a nord e a ovest con gli Stati di Yucatán e Campeche, a est con il Mar dei Caraibi, e a sud con il Belize. Il nome deriva da Andrés Quintana Roo, un patriota della Repubblica Messicana.
La regione occupata da questo Stato fu una delle zone maggiormente popolate dai Maya.
Per merito della posizione sulle coste caraibiche e delle rovine della civilizzazione Maya l'attività economica prevalente è il turismo. A fianco di località tradizionali come l'isola di Cozumel, attualmente sono molto frequentate le località di Cancún, Playa del Carmen e Isla Mujeres. Fino alla fondazione di Cancún negli anni settanta Quintana Roo era lo stato meno popolato del Paese; ora è quello con il più alto tasso di crescita della popolazione.
Il Quintana Roo è divenuto uno stato l'8 ottobre 1974; è il più recente degli Stati messicani.

## Società

### Evoluzione demografica
Abitanti censiti (in migliaia)

### Città
La città più popolosa dello stato è Cancún, famosa località turistica di fama internazionale; altra città importante è Chetumal, capitale dello stato.

## Geografia antropica

### Suddivisioni amministrative
Lo stato di Quintana Roo è suddiviso in 11 comuni (Municipalidades)
| Codice INEGI | Municipio              | Capoluogo municipale   | Data di creazione | Popolazione (2015) | Area (km²) |
| ------------ | ---------------------- | ---------------------- | ----------------- | ------------------ | ---------- |
| 001          | Cozumel                | San Miguel de Cozumel  |                   | 86 415             |            |
| 002          | Felipe Carrillo Puerto | Felipe Carrillo Puerto | 1975              | 81 742             |            |
| 003          | Isla Mujeres           | Isla Mujeres           | 1975              | 19 495             |            |
| 004          | Othón P. Blanco        | Chetumal               | 1975              | 224 080            |            |
| 005          | Benito Juárez          | Cancún                 | 1975              | 743 626            |            |
| 006          | José María Morelos     | José María Morelos     |                   | 37 502             |            |
| 007          | Lázaro Cárdenas        | Kantunilkín            |                   | 27 243             |            |
| 008          | Solidaridad            | Playa del Carmen       | 1993              | 209 634            |            |
| 009          | Tulum                  | Tulum                  |                   | 32 714             |            |
| 010          | Bacalar                | Bacalar                | 2011              | 39 111             | 7 161,1    |
| 011          | Puerto Morelos         | Puerto Morelos         |                   |                    |            |